# Енсдорф (Бавария)
Енсдорф (на немски: Ensdorf) е община в Горен Пфалц, Бавария, Германия, с 2219 жители (към 31 декември 2015).
През 1028 г. Енсдорф е споменат за пръв път.